# Oschersleben (Bode)
Oschersleben (Bode) liegt im Landkreis Börde des Bundeslandes Sachsen-Anhalt. Die Stadt liegt inmitten der Magdeburger Börde und wurde durch die umgebenden fruchtbaren Schwarzerdeböden stark landwirtschaftlich geprägt. Sie hat eine mehr als 1000-jährige Geschichte.
Bekannt ist Oschersleben für die 1997 erbaute Motorsport Arena Oschersleben. Die Rennstrecke, auf der bereits viele nationale und internationale Rennen ausgetragen wurden, ist eine von fünf permanenten Rennstrecken in Deutschland.

## Geographie
Oschersleben liegt in der Magdeburger Börde, ca. 35 km südwestlich von Magdeburg. Hier mündet der Große Graben, der von der Schöninger Aue und dem Hohlebach gespeist wird, in die Bode, die in Oschersleben den nördlichsten Punkt erreicht. Dieses Gebiet wird aufgrund der Ausdehnung des Gewässernetzes als Großes Bruch bezeichnet.

### Geologie
Die Stadt liegt geologisch im mitteldeutschen Bruchschollenland. Genauer betrachtet liegt Oschersleben auf der Oscherslebener-Bernburger Scholle in der Subherzynischen Senke. An der Oberfläche findet man Gesteine des Keupers mit gering durchlässigen Ton- und Schluffsteinen. Diese Scholle wird begrenzt durch die Allertal-Störung und den Lappwald, im Westen durch die Asse, im Osten durch den Halleschen Vulkanitkomplex und im Süden durch den Harz.
Weiterhin liegt Oschersleben am Rande des Oschersleben-Egeln-Staßfurter Salzsattels. Wegen des Vorkommens von Braunkohlen im Randbereich des Sattels wurden in der Vergangenheit Tagebaue in den Ortsteilen Hornhausen, Jakobsberg, Neindorf und Klein Oschersleben betrieben. Mittlerweile sind alle Gruben in diesen Bereich wieder verfüllt.
Im Bodetal sind quartäre, frühsaalekaltzeitliche Schotter vorhanden. Das Grundwasser hat nur einen geringen Abstand zur Oberfläche.
Als Bodentyp ist die Schwarzerde im Einzugsgebiet der Stadt weit verbreitet. Dieser fruchtbare Boden hat die Stadt über Jahrhunderte stark landwirtschaftlich geprägt.

### Klima
Die Stadt liegt in der gemäßigten Klimazone und im Regenschatten des Harzes.

### Stadtgliederung
Die Stadt Oschersleben (Bode) ist eine Einheitsgemeinde und gliedert sich in die Ortsteile
| - Alikendorf - Altbrandsleben - Ampfurth - Andersleben - Beckendorf - Emmeringen - Groß Germersleben | - Günthersdorf - Stadt Hadmersleben - Hordorf - Hornhausen - Jakobsberg - Jakobsberg Siedlung | - Kleinalsleben - Klein Oschersleben - Neindorf - Neubrandsleben - Peseckendorf - Schermcke |

Wohnplätze der Stadt sind:
- Am Bahnhof
- Jakobsberg Siedlung

Am 1. Juli 2014 ist das neue Kommunalverfassungsgesetz des Landes Sachsen-Anhalt in Kraft getreten. In dessen §14 (2) wird den Gemeinden die Möglichkeit gegeben, den Ortsteilen, die vor der Eingemeindung Städte waren, diese Bezeichnung zuzuerkennen. Die Stadt Oschersleben (Bode) hat von dieser Regelung Gebrauch gemacht. Ihre Hauptsatzung ist in der jetzigen Fassung mit Wirkung vom 8. Juli 2017 in Kraft getreten. Im §1 werden die Ortsteile und im §14 (1) die Ortschaften mit ihren amtlichen Namen aufgeführt.

## Geschichte

### Mittelalter und Neuzeit
Oschersleben wurde angeblich 814 in den Stiftungsbriefen des Kaisers Ludwig des Frommen unter dem Namen Oscheresleve im Harzgau erwähnt, jedoch sind derzeit keine Originaldokumente darüber vorhanden. Die Urkunde Ludwigs des Frommen vom 2. September 814, in der auf eine Gründung durch Karl den Großen verwiesen wird, ist eine Fälschung aus dem 12. Jahrhundert.
Am 23. November 994 wurde Oschersleben dann erstmals nachweislich in einer Urkunde von König Otto III., in der er Quedlinburg das Marktrecht verlieh, als Nordgrenze seines Bereiches erwähnt: „palus quae ex Oscheresleuo tenditur usque Hornaburch (der Sumpf, welcher von Oschersleben bis Hornburg sich ausdehnt)“. Zu diesem Anlass wurde 1994 die 1000-Jahr-Feier begangen.
Der Namenforscher Jürgen Udolph deutet den Ortsnamen als „Ansgers Erbe“. Der Vorname zeigt die für das Altsächsische und andere nordseegermanische Sprachen typische Lautentwicklung ans- > ôs-. Trotz oberflächlicher Ähnlichkeit ist eine Herleitung von Oskar unwahrscheinlich, da dieser Name sich erst im 19. Jahrhundert von Schottland aus auf das europäische Festland verbreitete. Der zweite Bestandteil ist das an der mittleren Elbe häufige germanische -laiba „Hinterlassenschaft, Erbteil“, siehe dazu die -leben-Namen.
Am 27. Oktober 1010 war Oskeresleuo Ausstellungsort einer wichtigen Königsurkunde, in welcher Heinrich II. die bischöfliche Kirche von Brandenburg in seinen Schutz nahm und dem Bischof Wigo (1004–1017/19) und seinen Nachfolgern die freie der Wahl der Vögte sowie das freie Verfügungsrecht über die Zehnten aus dem Havelland und allen Provinzen des Bistums zusicherte.
Am 17. Januar 1052 kam die Grafschaft des Grafen Bernhard im Harzgau, Derlingau, Nordthüringgau und Balsamgau – und damit auch Oschersleben – durch eine Schenkung des Saliers Heinrich III. (HRR) an das expansive Bistum Halberstadt.
Der damals erst vierzehnjährige Salier Heinrich IV. „schenkte“ am 6. September 1065 in Osckerslevo unter der Vormundschaft seines alleinigen Regenten Bischof Adalbert von Bremen die wichtige Reichsabtei Corvey dem Erzbistum Bremen.
Im 12. Jahrhundert befand sich Oschersleben im Besitz des Pfalzgrafen von Sommerschenburg. Später im Jahr 1207 wurde Oschersleben dann dem Bistum Halberstadt zugeordnet und anschließend mehrmals an das Bistum Magdeburg versetzt. Im Jahre 1339 ging die Stadt dann in den Pfandbesitz der Grafen von Reinstein über. Im Jahre 1399 wechselte der Besitz wieder in die beiden Adelsgeschlechter von Veltheim und von Wenden. Ein weiterer Wechsel der Besitzverhältnisse vollzog sich im Jahre 1484, dort wurde die Stadt den von Hoym und den Asseburgern zugeordnet. Erst im Jahre 1545 fiel Oschersleben wieder an das Bistum Halberstadt zurück.

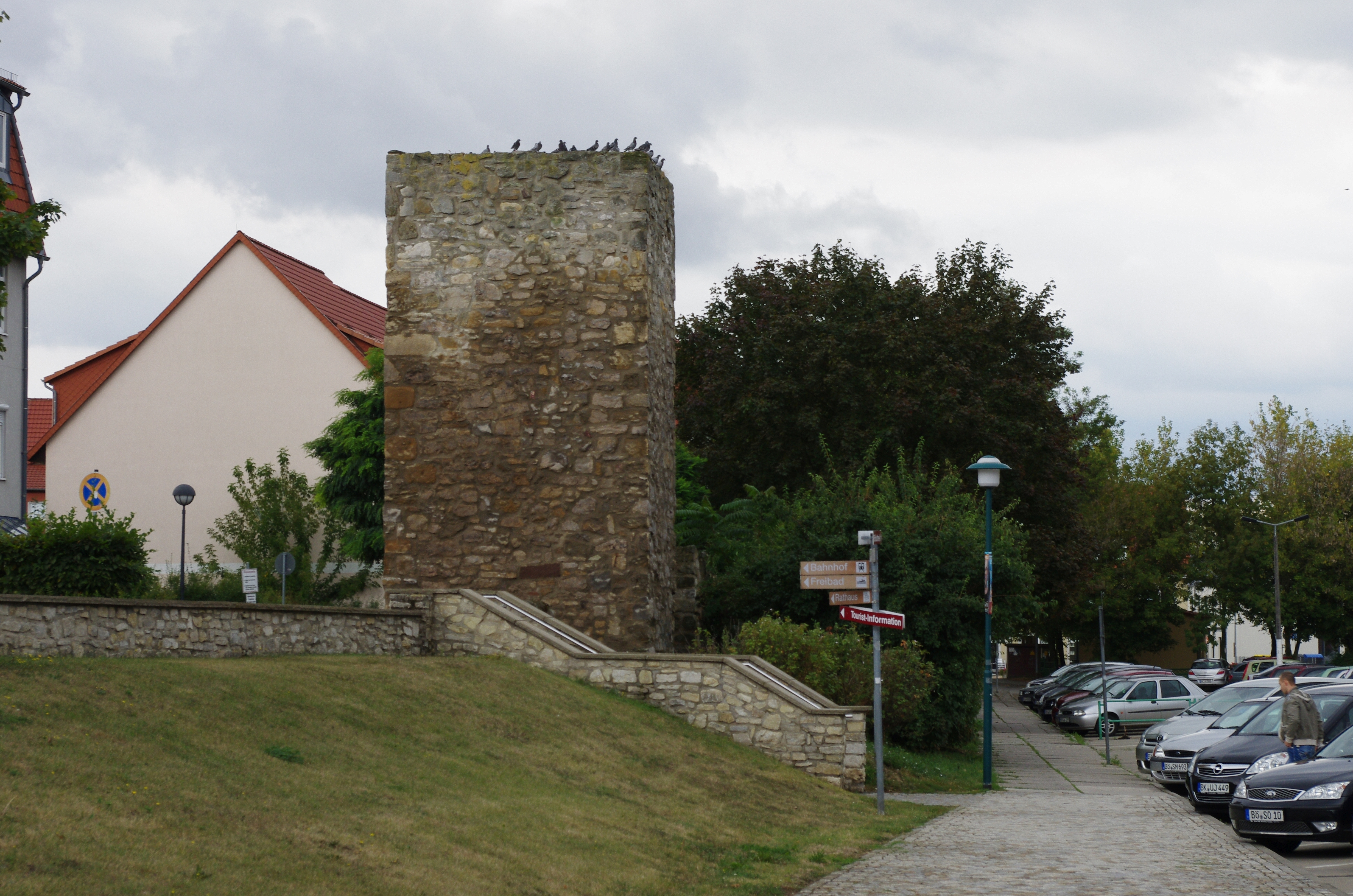
Turm der Befestigungsanlage

Eine Urkunde, wann Oschersleben das Stadt- oder Marktrecht erhielt, ist nicht vorhanden. Allerdings wurden die Einwohner 1235 schon als „Burgenses“ (Bürger) bezeichnet. Die Befestigungsanlagen fanden ab dem 15. Jahrhundert Erwähnung.
Kirchlich gehörte die Stadt stets zum Bistum Halberstadt, war Sitz eines Archidiakonats und führte 1540 die Reformation durch.
Die ursprüngliche Dorfsiedlung lag dicht am Bruch westlich und südwestlich der späteren befestigten Stadt und wird in Urkunden das „alte Dorf“ oder antiqua villa genannt. Der Begriff Altes Dorf blieb für die westliche Vorstadt später erhalten und findet als Straßenname bis in unsere Zeit Verwendung. In dieser alten Dorfsiedlung lag die Stephanskirche, angeblich 806 von Bischof Hildegrim gegründet.
Südöstlich des Alten Dorfes, ganz nah dem Bruch im Süden vorgeschoben, lag die alte Burg Oschersleben, deren Entstehung wohl Anfang des 12. Jahrhunderts anzusetzen ist. Sie war mit Mauern und Graben befestigt und hatte ihren Eingang ursprünglich vom Damme her. Die Burg wurde 1545 neu erbaut und nach Norden gegen die Stadt zu erweitert. Seit dem Übergang an Brandenburg (1648) war sie kurfürstliche, ab 1701 königliche Domäne, die in der zweiten Hälfte des 19. Jahrhunderts in Privathand überging.
Nordöstlich dieser älteren Siedlungsteile wurde dann im 12. Jahrhundert die Stadt angelegt. Sie hatte eine Ausdehnung von etwa 450 × 450 m. Die Westseite war gerade, die anderen hufeisenförmig gebogen. Das Straßennetz war vor allem nach Osten völlig regelmäßig. Den Mittelpunkt bildet bis heute der rechteckige Markt, der im Norden durch das Rathaus und im Süden durch die Nikolaikirche begrenzt wird.
Über die Anlage der Stadtbefestigungen gibt es keine verbürgten Nachrichten. Bereits vor 1235 muss die Stadt befestigt worden sein – später mit Mauer, doppelten Wällen und Graben. Der Verlauf der Stadtmauer ist heute noch deutlich feststellbar. Ursprünglich bestanden an den Stadteingängen das Magdeburger Tor im Osten, das Hornhäuser- oder Oldendorpsche Tor im Westen, das Halberstädter Tor im Süden und das Neue Tor im Norden. Die Befestigung an den Toren wurde seit 1700 eingeebnet, gleichwie der Stadtgraben, der in Gärten umgewandelt wurde. Erweiterungen erfuhr die Stadt erst ab dem 19. Jahrhundert vor allem nach Norden und Westen.
Im 17. Jahrhundert fielen Teile Oscherslebens Bränden zum Opfer. Nach Ende des Dreißigjährigen Krieges 1648 gelangte die Stadt an Brandenburg-Preußen. Nach der territorialen Neuordnung des Wiener Kongresses wurde sie am 1. Juli 1816 zur Kreisstadt. Bis zum Jahr 1859 war Sitz der Kreisverwaltung in Schwanebeck.
Gegen Mitte des 19. Jahrhunderts setzte durch die sich rasch entwickelnde Rübenzuckerindustrie der große Zustrom von Binnenwanderern nach Oschersleben ein, bis dahin waren Ackerbau und Viehzucht die Haupterwerbszweige der Stadtbevölkerung gewesen. 1840 wurde die erste Zuckerfabrik eröffnet. Als weiterer städtischer Wirtschaftsfaktor entstand 1846 die Maschinenfabrik und Eisengießerei C. Bartels Söhne, hinzu kamen später einige Ziegelbrennereien, 1861 eine Wurst- und Fleischwaren-, 1869 eine Malzfabrik. Um 1890 wurde das Amtsgericht Oschersleben erbaut.
Oschersleben war Kreisstadt des Landkreises Oschersleben (Bode), ab 1952 Kreis Oschersleben, von 1990 bis 1994 Landkreis Oschersleben, von 1994 bis 2007 des Bördekreises, seit 1. Juli 2007 Teil des Landkreises Börde.

### Eisenbahn
Den ersten Abschnitt ihrer Bahnstrecke Magdeburg–Thale eröffnete die Magdeburg-Halberstädter Eisenbahngesellschaft am 15. Juli 1843 von Magdeburg über Oschersleben bis Halberstadt. Zeitgleich baute die Herzoglich Braunschweigische Staatseisenbahn die Hauptbahn Oschersleben–Wolfenbüttel. Zusammen mit anderen Strecken entstand über Oschersleben die erste durchgängig befahrbare Eisenbahnverbindung zwischen Berlin und dem Ruhrgebiet. Durch die 1868 fertiggestellte Strecke Jerxheim–Börßum verkürzte sich die Verbindung zum kleinen Bahnknoten Kreiensen. Die Eisenbahn erforderte viele Arbeitskräfte für Bau und Betrieb und brachte weiteren wirtschaftlichen Aufschwung.

### AGO Flugzeugwerke

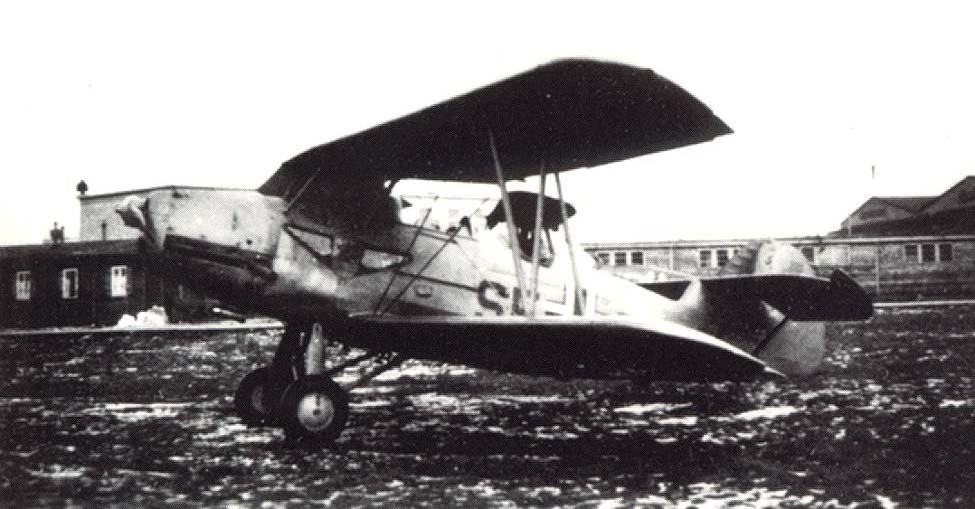
In den 1930er Jahren fertigte AGO rund 200 Arado Ar 66 als Lizenzbau

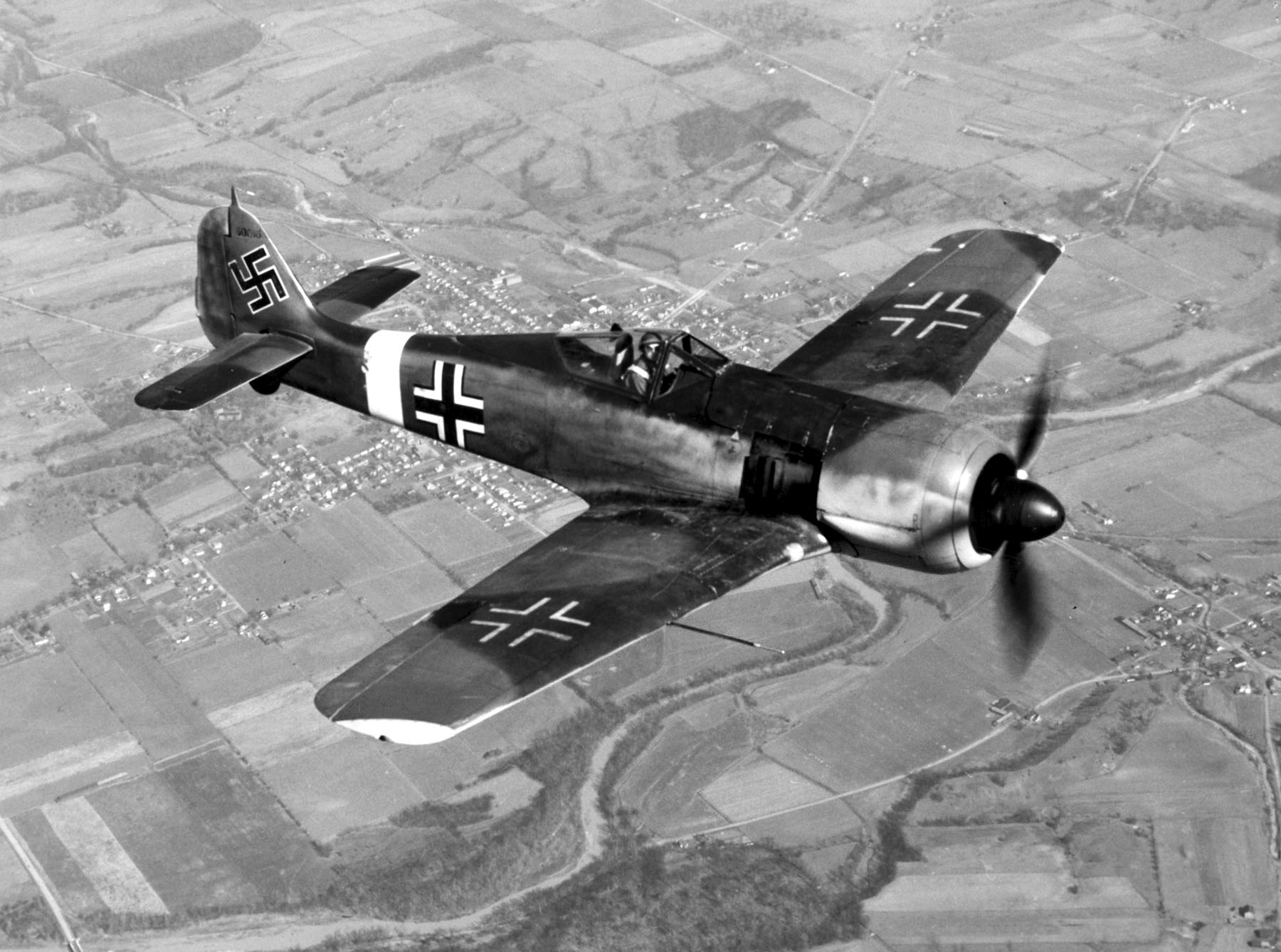
Von Oktober 1941 bis Ende Januar 1945 baute AGO 3.454 Jagdflugzeuge Focke-Wulf Fw 190 in diversen Versionen

Im Ersten Weltkrieg hatte sich in Oschersleben ein Werk der Aktiengesellschaft Gustav Otto aus München angesiedelt, das Teile für Flugzeughersteller fertigte, den Betrieb aber nach Ende des Krieges einstellen musste. In den 1920er Jahren hatte dort die Sudenburger Maschinenfabrik und Eisengießerei AG einen Zweigbetrieb, der 1930 in die Insolvenz ging.
Nach der Machtergreifung der NSDAP entstand im Zuge der Aufrüstung der Wehrmacht unter der Tarnbezeichnung Apparatebau GmbH Oschersleben (später AGO Flugzeugwerke) auf dem Areal ein Werk zum Lizenzbau von Flugzeugen für die Luftwaffe.
Die ersten dort gebauten Maschinen waren noch Doppeldecker: 36 Arado Ar 65, 197 Schulflugzeuge Arado Ar 66 und 77 Heinkel He 51. Es folgten 140 Sturzkampfflugzeuge Henschel Hs 123, mit dem auch die Ganzmetallbauweise bei AGO Einzug hielt, sowie 241 Übungsflugzeuge Gotha Go 145 und 223 Arado Ar 96. Die Fertigung der Aufklärer Henschel Hs 126 endete im Mai 1941 mit der Auslieferung der letzten von insgesamt 380 gebauten Maschinen. Zwischen März 1937 und demselben Monat des Folgejahres verließen auch 121 Schulflugzeuge Focke-Wulf Fw 44 die AGO-Werkshallen. Anfang 1938 kamen die ersten modernen Jagdflugzeuge des Typs Messerschmitt Bf 109 in die Fertigung, zunächst noch in der Ausführung Bf 109 D (128 Stück), dann E (80 Maschinen) und F (380 Stück), bis schließlich ab Oktober 1941 die Focke-Wulf Fw 190 in ihren fortlaufend verbesserten Ausführungen den Hauptteil der Produktion bildete. 3.454 Fw 190 verließen bis Ende Januar 1945 das Werk.
Während des Zweiten Weltkriegs mussten bei AGO in Oschersleben mehrere hundert Kriegsgefangene und verschleppte Personen aus den von der Wehrmacht besetzten Ländern Zwangsarbeit verrichten. Dabei verloren mindestens 71 Menschen ihr Leben, viele durch Bomben.
Wegen des bedeutenden Flugzeugwerkes wurde die Stadt im Luftkrieg des Zweiten Weltkriegs ab Juli 1943 bis Juni 1944 insgesamt sechs Mal zum Ziel amerikanischer Luftangriffe. Dabei wurden 148 Menschen getötet, 300 verletzt und Tausende obdachlos.
Bei Kriegsende Anfang Mai 1945 wies das Werk schwere Schäden auf, es war zu 80 % zerstört. Es folgte die Demontage und der Abtransport alles noch Verwertbaren in die UdSSR, besonders auch aus den Zweigwerken in Hadmersleben und Bleiche. Bis 1947 wurden die Überreste der Fabrikhallen von sowjetischen Soldaten gesprengt und 1950 die Firma im Handelsregister gelöscht. Auf dem ehemaligen AGO-Gelände befindet sich heute die Motorsport Arena Oschersleben.

### Eingemeindungen
Die Eingemeindungen fanden 1950 (drei Gemeinden), 1999 (Hordorf), 2002 (Beckendorf-Neindorf), 2003 (fünf Gemeinden), 2009 (drei Gemeinden) und 2010 (zwei Gemeinden) statt.
| Ehemalige Gemeinde  | Datum                            | Anmerkung                                                                                       |
| ------------------- | -------------------------------- | ----------------------------------------------------------------------------------------------- |
| Alikendorf          | 01.01.2003                       |                                                                                                 |
| Altbrandsleben      | 01.07.2009                       |                                                                                                 |
| Ampfurth            | 18.01.2003                       |                                                                                                 |
| Andersleben         | 01.07.1950                       |                                                                                                 |
| Beckendorf-Neindorf | 01.03.2002                       |                                                                                                 |
| Emmeringen          | 01.07.1950                       |                                                                                                 |
| Groß Germersleben   | 01.01.2003                       |                                                                                                 |
| Hadmersleben        | 01.09.2010                       |                                                                                                 |
| Hordorf             | 01.01.1999                       |                                                                                                 |
| Hornhausen          | 01.07.2009                       |                                                                                                 |
| Kleinalsleben       | 01.01.2003                       |                                                                                                 |
| Klein Oschersleben  | 01.01.2003                       |                                                                                                 |
| Neubrandsleben      | 01.07.1950                       |                                                                                                 |
| Peseckendorf        | 01.01.2010                       |                                                                                                 |
| Schermcke           | 01.07.1950 30.06.1990 01.07.2009 | Eingemeindung nach Ampfurth, Ausgliederung aus Ampfurth, Eingemeindung nach Oschersleben (Bode) |

## Bevölkerung
| - 1723: 1.068 - 1740: 1.780 - 1785: 2.243 - 1791: 2.340 - 1800: 2.861 - 1814: 2.702 - 1820: 3.002 - 1831: 3.257 | - 1840: 03.614 - 1852: 05.537 - 1861: 06.704 - 1875: 07.831 - 1880: 08.873 - 1890: 10.682 - 1900: 13.405 - 1920: 12.347 | - 1930: 13.750 - 1939: 17.817 - 1946: 21.011 (29. Okt) - 1950: 21.048 (31. Aug) - 1960: 19.126 - 1981: 17.160 - 1988: 17.347 - 1990: 16.903 | - 2006: 17.394 - 2010: 20.831 - 2015: 19.883 - 2020: 19.396 - 2021: 19.193 - 2022: 18.711 - 2023: 18.898 - 2024: 18.859 |

ab 1990: Stand: 31. Dezember des jeweiligen Jahres (Angaben des Statistischen Landesamtes Sachsen-Anhalt), ab 2011 auf Basis des Zensus 2011, ab 2022 auf Basis des Zensus 2022
Der Anstieg der Einwohnerzahl zwischen 2006 und 2010 ist auf Eingemeindungen zurückzuführen.

## Politik

### Stadtrat
Der Stadtrat von Oschersleben besteht entsprechend der Einwohnerzahl der Stadt aus 28 Mitgliedern und dem Bürgermeister. Die Kommunalwahl am 9. Juni 2024 führte zu folgendem Ergebnis:
| Partei / Liste                                                | Stimmenanteil Wahl 2024 | Sitze 2024 |        | Stimmenanteil Wahl 2019 | Sitze 2019 | Stimmenanteil Wahl 2014 | Sitze 2014 |
| CDU                                                           | 28,5 %                  | 8          | 24,1 % | 7                       | 31,7 %     | 11                      |            |
| AfD                                                           | 27,8 %                  | 8          | 12,4 % | 3                       | –          | –                       |            |
| Freie Unabhängige Wählergemeinschaft Oschersleben & Ortsteile | 16,7 %                  | 5          | 19,5 % | 5                       | 14,3 %     | 05                      |            |
| SPD                                                           | 13,4 %                  | 4          | 20,8 % | 6                       | 31,9 %     | 12                      |            |
| Die Linke                                                     | 06,2 %                  | 2          | 10,9 % | 3                       | 15,5 %     | 06                      |            |
| Einzelbewerber Björn Löffler                                  | 03,4 %                  | 1          | 03,2 % | 1                       | –          | –                       |            |
| Wir für Emmeringen                                            | 01,4 %                  | –          | 03,6 % | 1                       | 01,6 %     | 01                      |            |
| Bündnis 90/Die Grünen                                         | 01,3 %                  | –          | 03,1 % | 1                       | 01,6 %     | 01                      |            |
| Einzelbewerberin Berit Behrens                                | 00,8 %                  | –          | –      | –                       | –          | –                       |            |
| Einzelbewerber Harald Kersten                                 | 00,5 %                  | –          | –      | –                       | –          | –                       |            |
| FDP                                                           | –                       | –          | 02,3 % | 1                       | 01,6 %     | –                       |            |
| Insgesamt                                                     | 100 %                   | 28         | 100 %  | 28                      | 100 %      | 36                      |            |
| Wahlbeteiligung                                               | 58,6 %                  | 58,6 %     |        | 49,1 %                  | 49,1 %     | 40,1 %                  |            |

### Bürgermeister

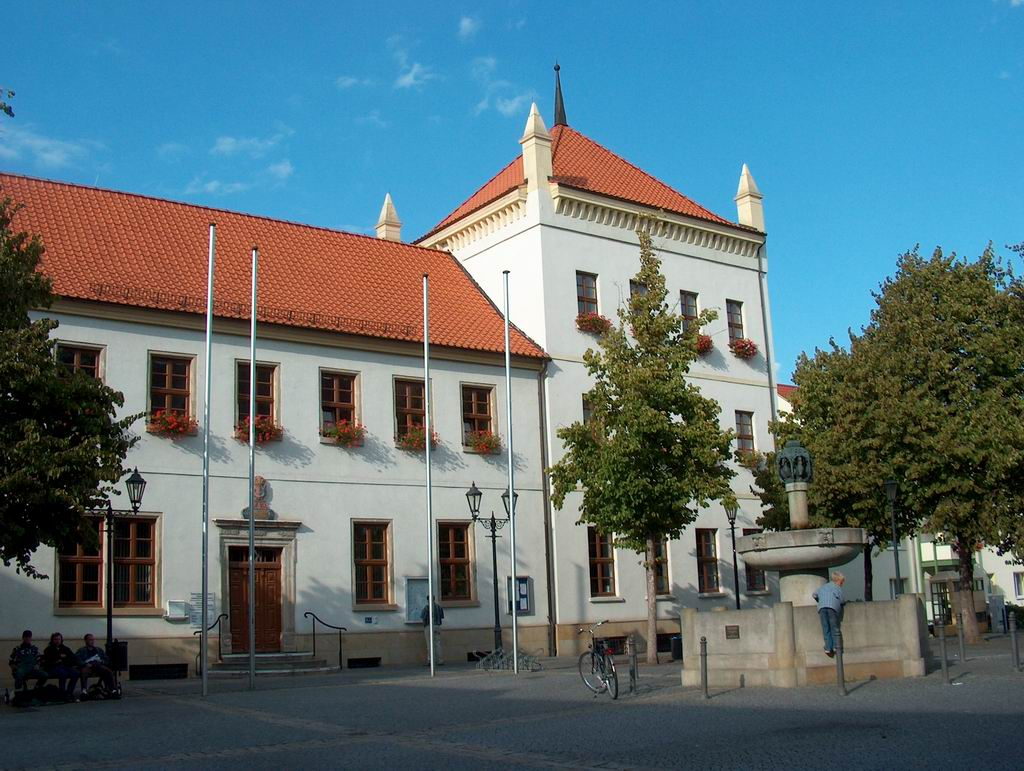
Rathaus

- 1993–2015: Dieter Klenke (SPD, ab 2011 parteilos)
- seit 2015: Benjamin Kanngießer (parteilos)

Kanngießer wurde bei der Bürgermeisterwahl am 22. März 2015 mit 60,0 % der gültigen Stimmen gewählt. Am 20. März 2022 wurde er mit 73,0 % der gültigen Stimmen in seinem Amt bestätigt. Seine Amtszeit beträgt sieben Jahre.

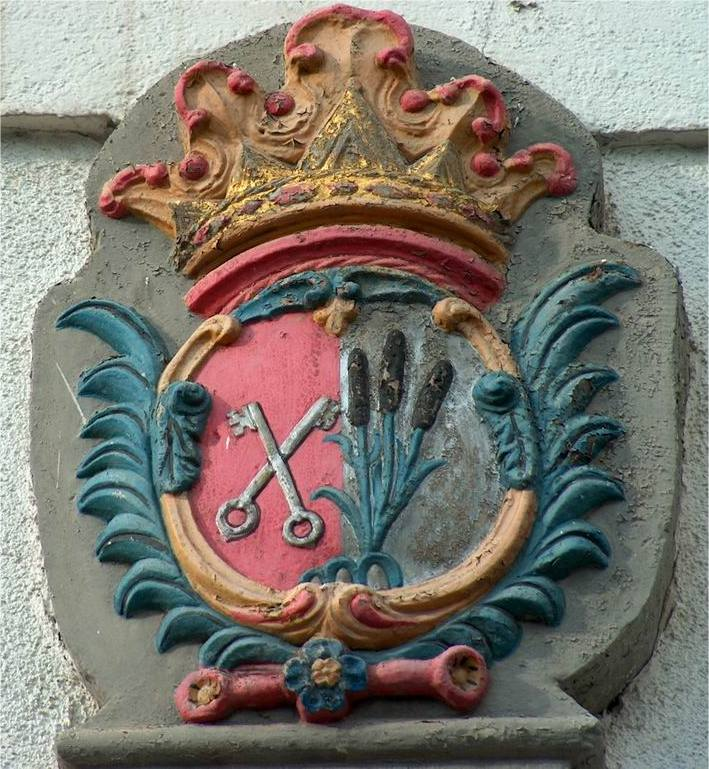
Stadtwappen

### Wappen
Das Wappen wurde am 18. August 1995 durch das Regierungspräsidium Magdeburg genehmigt.
Blasonierung: „Gespalten von Rot und Silber, vorn zwei schräg gekreuzte silberne Schlüssel mit dem Bart nach oben und nach außen; hinten auf grünem Dreiberg drei grüne Schilfstengel mit schwarzen Kolben.“

### Städtepartnerschaft
Oschersleben unterhält eine Städtepartnerschaft mit dem 23 Kilometer nordwestlich entfernten Schöningen in Niedersachsen.

## Sehenswürdigkeiten und Kultur

### Bauwerke
In einigen Resten ist die Burg Oschersleben erhalten. Weitere historische Bauwerke sind das barocke Rathaus Oschersleben von 1691, die neugotische evangelische Kirche St. Nicolai von 1881, deren spätgotischer Westbau mit zwei Türmen um 1400 errichtet wurde sowie die 1867 bis 1869 errichtete katholische Marienkirche mit Pestkreuz (14. Jahrhundert) und Strahlenkranzmadonna (15. Jahrhundert). Jüngeren Datums ist die Neuapostolische Kirche.
|  |  |

Östlich der Stadt befindet sich auf freiem Feld die Turmruine der Peseckendorfer Warte.
Der knapp einer Einschmelzungsaktion im Zweiten Weltkrieg entkommene Sämann (1914) von Stephan Walter ist heute ein Wahrzeichen der Stadt. Er wird als kleine Kopie an Touristen verkauft. Er symbolisiert den fruchtbaren Boden der Börde. Mit dem Wiesenpark Oschersleben verfügt die Stadt über einen Tiergarten.

### Gedenkstätten
- OdF-Gedenkstätte in der Hermann-Krebs-Straße für die Opfer des Faschismus, nach 1990 umfunktioniert für Opfer der Kriege und Gewaltherrschaften.
- Friedhof Hornhäuser Straße: In der Mitte des Friedhofs gibt es eine Grabanlage mit zivilen Opfern eines Bombenangriffs vom 11. Januar 1944
- Grabstätten auf dem Städtischen Friedhof für die überwiegend namentlich bekannten 47 Kriegsgefangenen sowie Frauen und Männer, die während des Zweiten Weltkrieges in Oschersleben bei Zwangsarbeit ums Leben kamen
- Sowjetischer Ehrenfriedhof an der Friedrichstraße/Ecke Schermcker Straße für 18 ums Leben gekommene Rotarmisten sowie für 24 vermutliche Kriegsgefangene mehrerer Länder, die ebenfalls Opfer von Zwangsarbeit wurden
- Auf dem Friedhof des Ortsteiles Groß Germersleben befinden sich die Grabstätten einer namentlich bekannten Zwangsarbeiterin sowie dreier unbekannter sowjetischer Zwangsarbeiter, die während des Zweiten Weltkrieges nach Deutschland verschleppt und Opfer von Zwangsarbeit wurden.

## Wirtschaft und Infrastruktur

### Unternehmen
In der DDR war Oschersleben stark durch die Landwirtschaft in der Börderegion geprägt, aber auch einige Industriebetriebe siedelten sich an. Dazu zählte auch die Pumpenfabrik VEB Pumpenfabrik Oschersleben (Kombinat Pumpen und Verdichter), die bis heute noch existiert (oddesse Pumpen- und Motorenfabrik). Einer der ältesten und noch immer existierenden Betriebe ist Bodeta, der seit 1892 Süßwaren an seinem Gründungsort herstellt. In der DDR firmierte dieser Betrieb als VEB Süßwarenfabrik „Bodeta“ Oschersleben und war in das Kombinat Süßwaren eingegliedert.
Der mit der Kreisreform 1994 gebildete Bördekreis (bestehend aus den Altkreisen Wanzleben und Oschersleben) fusionierte am 1. Juli 2007 mit dem Ohrekreis zum Landkreis Börde mit Sitz in Haldensleben. Oschersleben verlor damit den Status einer Kreisstadt.
Das Krankenhaus, das 1894 gegründet wurde, fusionierte 1996 mit dem Kreiskrankenhaus des Altkreises Wanzleben zur Bördeklinik. 2002 wurde der Neubau im Ortsteil Neindorf eröffnet, 2006 wurde die Klinik privatisiert. 2014 kam die Bördeklinik, ein Regelversorger mit ca. 200 Betten, in die Trägerschaft der Helios Kliniken.
Als erstes Unternehmen, welches sich nach der Wende in Oschersleben ansiedelte, begann 1991 die Kebotherm GmbH & Co.KG in einem Werk an der Anderslebener Straße Fenster und Türen zu produzieren, gefolgt 1997 von einem zweiten Werk am Pfefferbach.
Agrarfrost baute 1992 ein Kartoffelverarbeitungswerk für die Herstellung von Pommes frites und Kartoffelchips. Das Werk verarbeitet jährlich über 140.000 Tonnen Kartoffeln.
Im Juli 1997 wurde die Motorsport Arena Oschersleben als Multifunktionsrennstrecke am Ostrand der Stadt eingeweiht. Mit dem angeschlossenen Gewerbegebiet sowie einem integrierten Hotel und dem Campingplatz konnten neue Arbeitsplätze geschaffen werden.

### Verkehr

#### Straße
Durch Oschersleben verläuft die Bundesstraße 246. Dieser Teil der Bundesstraße beginnt in Neuwegersleben an der B245 und führt dann Richtung Osten bis zur B246a in Wanzleben. Weiterhin wird das Stadtgebiet in Nord-Süd-Richtung von der Landstraße L24 gequert. Das Stadtgebiet ist über die nach Norden verlaufende L24 mit der Bundesautobahn 2 und über die B246 und B246a in östlicher Richtung mit der Bundesautobahn 14 verbunden.

#### Eisenbahn
Oschersleben liegt an der Bahnstrecke Magdeburg–Thale, auf der stündlich Regionalexpress-Züge und zweistündlich Regionalbahnen fahren. Zudem war Oschersleben Ausgangspunkt der Bahnstrecke Oschersleben–Schöningen sowie der Bahnstrecke Oschersleben–Wolfenbüttel. Diese beiden Strecken sind inzwischen stillgelegt.
Im Stadtgebiet Oschersleben kreuzen die Bahnstrecke und die B 246 seit 2017 niveaufrei. Drei Bahnübergänge wurden durch die Unterführung ersetzt.

#### Busverkehr
Der öffentliche Personennahverkehr wird unter anderem durch den PlusBus des Landesnetzes Sachsen-Anhalt erbracht. Folgende Verbindungen führen ab Oschersleben:
- Linie 600: Oschersleben ↔ Seehausen ↔ Dreileben ↔ Rottmersleben ↔ Haldensleben
- Linie 603: Oschersleben ↔ Klein Wanzleben ↔ Wanzleben ↔ Hohendodeleben ↔ Magdeburg

Den Busverkehr im Landkreis Börde betreibt die BördeBus Verkehrsgesellschaft.

### Sport
Der derzeit größte Sportverein ist der Oscherslebener SC 1990. Dieser Verein wurde nach der Wende aus Motor/Vorwärts Oschersleben gegründet. Neben Fußball bietet er verschiedene andere Sportarten wie Basketball, Volleyball, Tischtennis und Kegeln an.

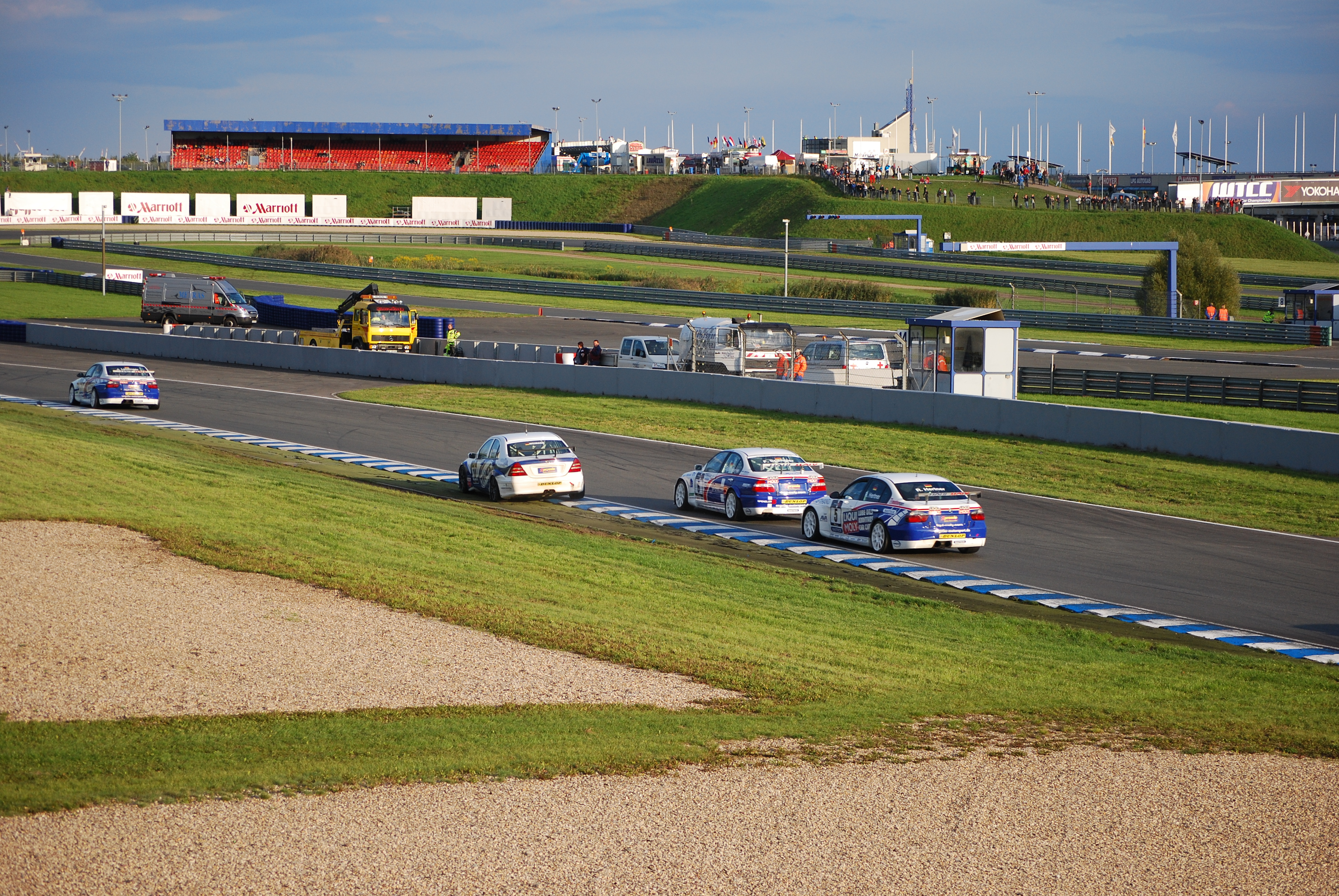
Rennen in der Motorsport Arena

Im östlichen Bereich der Stadt Oschersleben wurde im Jahr 1997 eine 3,7 km lange permanente Motorsport-Rennstrecke eröffnet. Die Motorsport Arena Oschersleben bietet neben dem wirtschaftlichen Aspekt auch einen überregionalen Anziehungspunkt für Motorsportfreunde. Es werden dort z. B. Rennen der DTM und der WTCC ausgetragen. Um die Attraktivität der Rennen für die Zuschauer zu erhöhen, wurde 2007 die erste Kurve verlangsamt und eine zusätzliche Überholmöglichkeit eingebaut. Dadurch soll es zu spannenderen Positionskämpfen kommen. In der Motorsport Arena findet jährlich das weltgrößte Treffen von Opel-Fans statt. 2010 kamen über 65.000 Besucher mit fast 20.000 Fahrzeugen.